# Bergachtige Sjor
De Bergachtige Sjor of Sjorberg (Sjor: Тағлығ Шор; Russisch: Горная Шория; Gornaja Sjoria) is een berg- en taigagebied in Zuid-Siberië ten oosten van het Altajgebergte en westen van de Sajan in Aziatisch Rusland. Het vormt onderdeel van het bergsysteem van de Altaj (Горная система Алтая) en ligt bestuurlijk gezien in het zuidelijke deel van oblast Kemerovo. De bevolking in het gebied bestaat voornamelijk uit het gelijknamige Turkse volk de Sjoren met Russische minderheden.
Het gebied is erg bergachtig; uitlopers van het Abakangebergte, de Salairrug en de Koeznetskse Alataoe lopen door het gebied dat rijk is aan ertsen (onder andere steenkool, ijzererts, goud en mangaan). Door het gebied stromen de rivieren Kondoma, Tom en Mras-Soe.

## Economie en bevolking
De mijnbouwregio Koezbass ligt gedeeltelijk in het gebied. Daarnaast vindt er bosbouw, veehandel en handel in pijnboompitten plaats. Er bevindt zich ook een skigebied, waarvan met name de hoogste piek de Zeljonajaberg (ook Moestag of Poestag genoemd), met een hoogte van 1570 meter, gelegen bij het plaatsje Sjeregesj, favoriet is bij skiërs.
In het gebied liggen de steden Tasjtagol (het bestuurlijk centrum van de regio), Mezjdoeretsjensk en Myski. Met gemiddeld 5 inwoners per km² is het gebied relatief dunbevolkt.